# Ischalis nelsonaria
Ischalis nelsonaria là một loài bướm đêm trong họ Geometridae.